# Ellenabeich
Ellenabeich, Eilean nam Beitheach, en gaèlic escocès (que significa "illa dels bedolls"), és un petit poble de l'illa de Seil (Saoil en gaèlic), del grup de les Slate, a l'oest d'Escòcia. Té uns orígens miners, ja que va néixer per acollir els treballadors que extreien la pissarra de la zona. Avui és el nucli de població més important de l'illa.
El topònim Ellenabeich prové del gaèlic Eilean nam Beitheach, nom d'una antiga illa de pissarra situada al costat del poble. Tanmateix a Ellenabeich també se'l coneix amb el nom d'Easlade, nom d'una altra illa que es troba enfront del poble.
Al poble hi podem trobar el Slate Islands Heritage Centre, també conegut amb el nom d'Ellenabeich Heritage Centre. Inaugurat l'any 2000, està dirigit per l'Scottish Trust Patrimony Heritage. La seva seu es troba en un edifici de la pedrera de pissarra, on s'hi organitzen periòdicament exposicions sobre la vida del segle xix, la indústria de la pissarra i s'hi pot trobar informació sobre sobre la flora, la fauna i la geologia de la zona.
Existeix una línia de busos que uneix Ellenabeich amb Oban varis cops al dia.